# Листолази
Листолазите (Phyllobates) са род земноводни от семейство Дърволази (Dendrobatidae).
Таксонът е описан за пръв път от френския зоолог Огюст Дюмерил през 1841 година.

## Видове
- Phyllobates aurotaenia
- Phyllobates bicolor
- Phyllobates lugubris
- Phyllobates terribilis – Златна жаба дърволаз
- Phyllobates vittatus